# 清水寅
清水 寅（しみず つよし、1980年〈昭和55年〉10月16日 - ）は、日本の実業家、農家、タレント。初代葱師。

## 経歴
1980年、長崎県生まれ。県内の高校を卒業後、金融系の会社に就職。20代で7社の社長を歴任。
2011年、山形県天童市でネギ農家を始め、翌年には新規就農者として作付面積が日本一になる。
2014年、ねぎびとカンパニー株式会社設立。「初代葱師」を名乗り、テレビ、ラジオ、新聞などで取り上げられる。
2019年、農林水産大臣賞・山形ベストアグリ賞を受賞。
2022年、葱出荷組合zero（設立当時は「出荷組合ZERO」）を設立。
2024年、ねぎびとカンパニー株式会社・函館支店設立。

## 活動・人物
片山勇がデザイナーを務める「BACKLASH」を愛用。

## 著作
『なぜネギ1本が1万円で売れるのか？』（2020年10月、講談社＋α新書）978-4065214473

## 出演
「笑っていいべず」（2015年4月1日～2017年3月31日、YBCラジオ）